# CSU Voința Sibiu
Clubul Sportiv Universitar Voinţa Sibiu byl rumunský fotbalový klub sídlící ve městě Sibiu. Klub byl založen v roce 2007, zanikl v roce 2012 díky finančním problémům.

## Umístění v jednotlivých sezonách
| Sezóny  | Liga                    | Úroveň | Z  | V  | R | P  | VG | OG | +/- | B  | Pozice |
| ------- | ----------------------- | ------ | -- | -- | - | -- | -- | -- | --- | -- | ------ |
| 2008/09 | Liga IV - Județul Sibiu | 4      | –  | –  | – | –  | –  | –  | –   | –  | 1.     |
| 2009/10 | Liga III - Seria VI     | 3      | 34 | 24 | 6 | 4  | 66 | 21 | +45 | 78 | 1.     |
| 2010/11 | Liga II - Seria II      | 2      | 28 | 14 | 8 | 6  | 36 | 17 | +19 | 50 | 4.     |
| 2011/12 | Liga I                  | 1      | 34 | 8  | 8 | 18 | 24 | 45 | -21 | 32 | 16.    |